# 人工势场法
人工势场法是由Khatib提出的一种机器人路径规划算法。该算法将目标和障碍物分别看做对机器人有引力和斥力的物体，机器人沿引力与斥力的合力来进行运动。

## 优点及缺点
该法结构简单，便于低层的实时控制，在实时避障和平滑的轨迹控制方面，得到了广泛应用，其不足在于存在局部最优解，容易产生死锁现象，因而可能使移动机器人在到达目标点之前就停留在局部最优点。